# Eptatretus lakeside
Eptatretus lakeside är en ryggsträngsdjursart som beskrevs av Mincarone och John E. McCosker 2004. Eptatretus lakeside ingår i släktet Eptatretus och familjen pirålar. IUCN kategoriserar arten globalt som otillräckligt studerad. Inga underarter finns listade i Catalogue of Life.